# 隼鷹級航空母艦
飛鷹級航空母艦（日语：飛鷹型航空母艦）是一個日本帝國海軍曾在二次大戰期間操作過的航空母艦級別。此級航空母艦主要是以建造中的民間高速客輪為基礎，經過改裝以後成為航空母艦。此級軍艦僅有兩艘同級艦，分別是一號艦飛鷹號與二號艦隼鷹號。
飛鷹級航空母艦的飛鷹號和隼鷹號，原本都是由日本軍方出資六成而建造的民間客輪，當時日本軍方要求:
- 船長:210米或以上
- 船闊:25米或以上
- 排水量:26,500噸至27,000噸
- 最快航速:24節或以上
- 動力:60,000匹馬力

當時建成的是出雲丸和橿原丸，即是後來的飛鷹號和隼鷹號

## 設計
艦體防禦
飛鷹級航空母艦原本是大型高速豪華客輪。1940年日本與美國關係惡化，海軍於 1941 年向日本郵船徵用這兩艘建造中的客輪，改裝為中型艦隊航空母艦。當初設計時就考慮到可能改裝，裝甲與蒼龍級航空母艦相似（但水下防禦裝甲較差），且有雙層船殼。但畢竟前身是大型高速豪華客輪，能加裝的裝甲有限。機艙兩側裝甲為兩塊2.5公分DS鋼，彈藥庫甲板、航空油庫裝甲為 2.5公分DS鋼，機艙也有隔艙設計以控制進水。

動力系統
一號艦飛鷹號主機為兩部川崎全減速齒輪型蒸氣渦輪主機，雙軸推進和六座川崎拉蒙德式強制循環鍋爐；二號艦隼鷹號主機為兩部三菱Zoelly複流式蒸氣渦輪機，雙軸推進和六座三菱三鼓式水管鍋爐；兩艘動力系統總功率56,200匹馬力。可是海軍軍官要求將飛鷹級航母微調主機由原本最大馬力提升至62,500匹馬力和航海速度提升至大和級戰艦的速度，可是飛鷹級的兩間造船廠各自使用其獨立設計的高溫高壓鍋爐，無法提升馬力和速度，雖然名稱不同，但操作規格上大同小異，為二戰日本軍艦中最高級的一型。不過這型鍋爐因為技術上仍不成熟，因此飛鷹級也有着主機高故障率的困擾。 
上層建築與自衛武裝
過往航母使用的舷側向下彎曲式煙囪雖然可以控制重量，但卻有海水容易灌入煙囪的缺點，如果在高負載低乾舷狀態，灌入鍋爐的海水容易讓蒸汽輪機效率大減。歐美國家的航母首先使用煙囪與艦橋一體化，艦政本部在1930年代初加賀號航空母艦現代化工程時就想仿造美國列星頓級航空母艦使用之煙囪艦橋一體化設計，但衍生而來的重量再計算、飛行甲板面積縮小、側風面積增加影響船體搖晃等問題卻不被軍方接受，直到飛鷹級才採取煙囪艦島一體化設計，位於右舷。為了不干擾飛機作業，艦政本部經風洞測試設計了外傾26度煙囪。這設計首先在飛鷹級上測試，效果良好，因此後續的新型航母，包括大鳳號與信濃號航空母艦都陸續採納。 
飛行甲板長210.3公尺，寬27.3公尺。  有兩個機庫，各約為153公尺長、15公尺寬、五公尺高。各機庫內部又可以四個防火隔簾分隔，兩側有滅火泡沫噴射器。每側有兩個升降機，最大承重5000公斤，從下層機庫上升至飛行甲板需時15秒。甲板配有電力操作的吳式四號著艦鉤，有九條攔阻索，還有兩個三式防撞護欄。無飛機彈射器。飛行甲板左舷有一個起重機，位於後升降機尾側，收起時與飛行甲板齊平。

## 武裝
飛鷹級防空火力為12門（六座為聯裝）八九式127毫米高射炮，九六式25毫米高射機炮由最初24門增加至88門。
即使飛鷹級的前身是大型高速豪華客輪改裝而成，但是也能夠設置雙層機庫，可是機庫面積不足，運載艦載機總數量比不上蒼龍級。飛行隊最初計畫為12 架三菱 A5M九六式艦載戰鬥機加上四架備用機，18 架愛知九九式艦上轟炸機加上兩架備用機，還有 18 架中島九七式艦上攻擊機。到 1942 年入役時則修改為 12 架三菱 A6M 零式戰鬥機和 3 架備用機。基於1942年 6 月中途島海戰中的教訓，將戰鬥機增加到 21 架零式戰鬥機，九七式艦上攻擊機減少為 9架。到年底又增加 6架零式戰鬥機，減少6架九九式艦上轟炸機，結果成為 27架零式戰鬥機、12架九九式艦上轟炸機 、9 架九七式艦上攻擊機。雖然這些飛機可以全放在機庫，但通常將 8 至 9 架停放在飛行甲板上，以減少機庫的擁擠。
後來隨著發動激烈戰爭，加上新型艦載機出現（零戰和彗星艦爆與天山艦攻），運載艦載機數量不斷減少（中後期為艦載機48架和後備5架）。新型機如烈風艦戰和流星萬用艦攻與彩雲艦偵令日本海軍高度期待，但三種新型艦載機全整備重量超過五千至六千公斤，在飛鷹級起飛和降落時遇上很大困難。運載三種新型艦載機時，運載數量大大減少，需有部分飛機繫留於在甲板（預定後期為艦載機40架和後備5架）。
炸彈搭載部分，設計上飛鷹級主要裝載空用炸彈有800公斤炸彈24枚、250公斤炸彈198枚、60公斤炸彈348枚、九一式魚雷27枚。

## 同型艦
- 飛鷹號
- 隼鷹號